# Δ14-ステロールレダクターゼ
Δ14-ステロールレダクターゼ（Δ14-sterol reductase）は、次の化学反応を触媒する酸化還元酵素である。
4,4-ジメチル-5α-コレスタ-8,24-ジエン-3β-オール + NADP+ {\displaystyle \rightleftharpoons } 4,4-ジメチル-5α-コレスタ-8,14,24-トリエン-3β-オール + NADPH + H+
反応式の通り、この酵素の基質は4,4-ジメチル-5α-コレスタ-8,24-ジエン-3β-オールとNADP+、生成物は4,4-ジメチル-5α-コレスタ-8,14,24-トリエン-3β-オールとNADPHとH+である。
組織名は4,4-dimethyl-5alpha-cholesta-8,24-dien-3beta-ol:NADP+ Δ14-oxidoreductaseである。